# 14412 Wolflojewski
14412 Wolflojewski eller 1991 RU2 är en asteroid i huvudbältet som upptäcktes den 9 september 1991 av de båda tyska astronomen Freimut Börngen och Lutz D. Schmadel vid Tautenburg-observatoriet. Den är uppkallad efter journalisten Wolf von Lojewski.
Asteroiden har en diameter på ungefär 4 kilometer och den tillhör asteroidgruppen Levin.